# Niall mac Eochada
Niall mac Eochada († 1063), est un roi d'Ulaid de 1016 à 1063.

## Origine
Niall mac Eochada  est le fils de   Eochada mac Ardgair, (†  1004)  roi d'Ulaid de 972 à sa mort qui était le petit-fils de Matudán mac Áeda et le descendants des  souverains du Dál Fiatach, traditionnels roi d'Ulster. Niall apparaît pour la première fois dans les Annales d'Ulster lors de combats contre les hommes de son propre Sept lorsqu'en 1012 il défait son cousin homonyme Niall mac Duib Thuinne roi d'Ulster (1007-1016) lors de la  « Bataille des Sommets », et quand en  1020 il défait et aveugle Flaithbertach Ua Eochada

## Règne
En 1016  il devient   « Ard ri d'Ulster » lorsqu'il succède à Niall mac Duib Thuinne qu'il a tué dans un combat au cours duquel ce dernier s'était allié avec le Dál nAraidi. Six ans plus tard en 1022 il défait lors d'un combat naval les « Étrangers » du royaume de  Dublin.
Il attaque ensuite le Royaume d'Airgíalla. qui était un considéré comme un État client du Cenél nEógain puis en 1024 il attaque de nouveau le royaume de Dublin dont il exige des otages. Il renouvelle son exploit deux ans plus tard . En 1044 mac Eochada lance un raid contre les  Uí Néill du Sud   du royaume de Brega mais il est repoussé et perd 200 hommes  En 1047 il conclut une alliance avec Diarmait mac Mail na mBo  qu'il appuie dans ses offensives vers le nord et le sud contre ses voisins le royaume de Mide, et ceux de Brega et de Dublin 
En 1056 les Uí Néill du Sud capturent 3 000 vaches et 60 captifs au royaume voisin du Dál nAraidi qui était devenu son vassal et qui est également attaqué par le  Cenél nEógain en 1059.
Niall mac Eochada meurt le 13 novembre 1063 un an après son fils aîné et héritier.Le trône d'Ulster est alors occupé par Donnchad Ua Mathgamna (1063-1065) dont la parenté demeure inconnue du fait de la non conservation de la  généalogie de cette autre lignée du Dál Fiatach.

## Postérité
Niall avait en effet eu un fils: 
- Eochaid mac Néill meic Eochada son héritier qui  était considéré comme le co-roi d'Ulster lorsqu'il meurt en 1062[4].

Son petit-filsː Donn Sléibe Ua hEochada († 1091) devient également roi d' Ulaid de 1071 à 1078 puis de 1081 à 1091 c'est de lui que sont issus les rois d'Ulaid postérieurs.

## Sources
- (en) Cet article est partiellement ou en totalité issu de l’article de Wikipédia en anglais intitulé « Niall mac Eochada » (voir la liste des auteurs), édition du 29 avril 2012.
- (en) Francis John Byrne, Irish Kings and High-Kings. Four Courts Press  Dublin (2001). 2e édition  (ISBN 1851821961).
- (en) T.W. Moody F.X. Martin F.J. Byrne A new history of Ireland Tome IX "Maps, Genealogies, Lists a companion to irish history . Part II Oxford University Press réédition 2011  (ISBN 9780199593064).